# Giovanni Battista Caretti
Giovanni Battista Caretti, spesso citato come Giovan Battista Caretti (Sant'Agata sopra Cannobio, novembre 1803 – 1878) è stato un architetto, pittore e decoratore italiano.

## Biografia

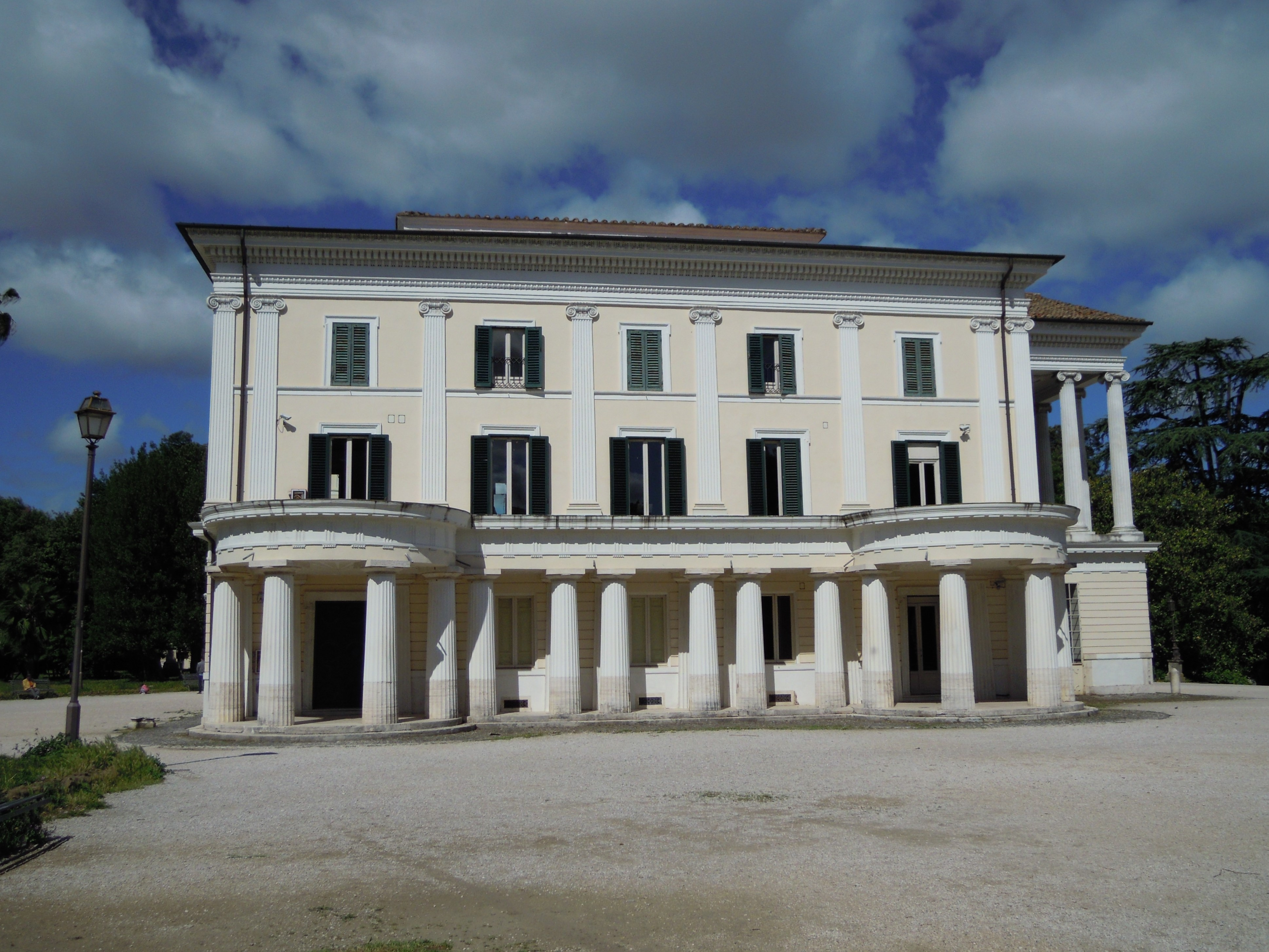
Villa Torlonia: porticato dorico del Casino Nobile

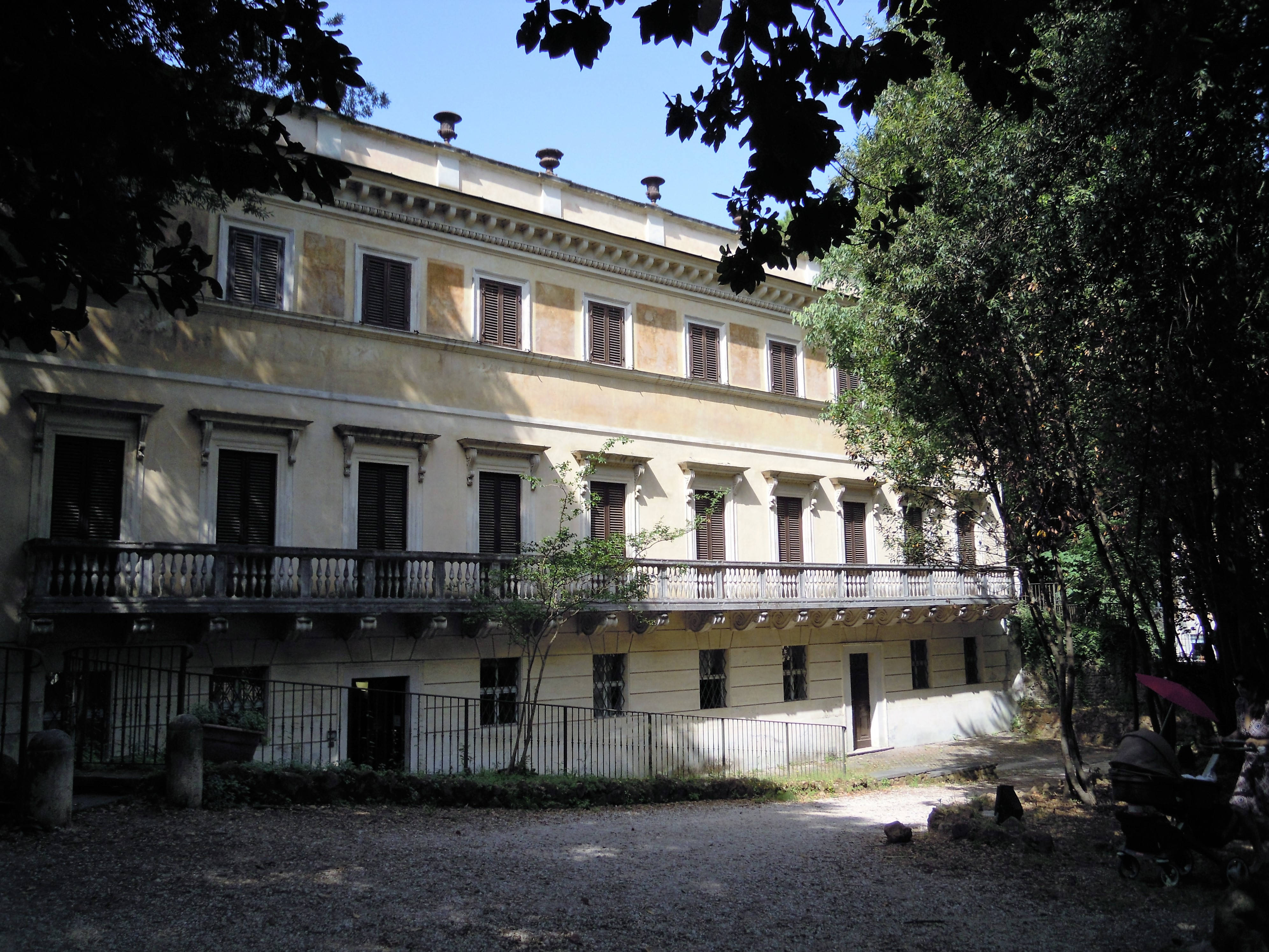
Villa Torlonia: Casino dei Principi

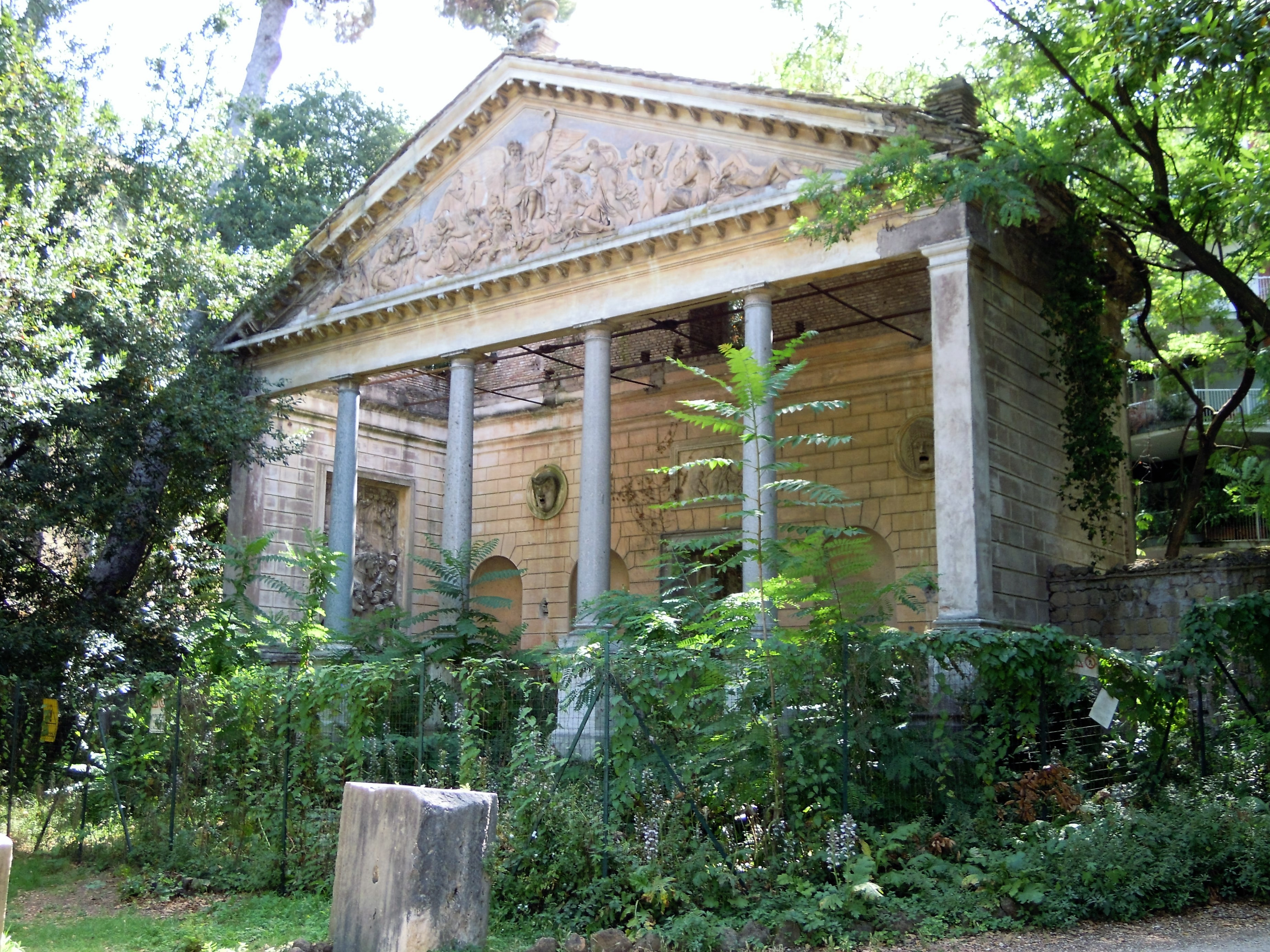
Villa Torlonia: Tempio di Saturno

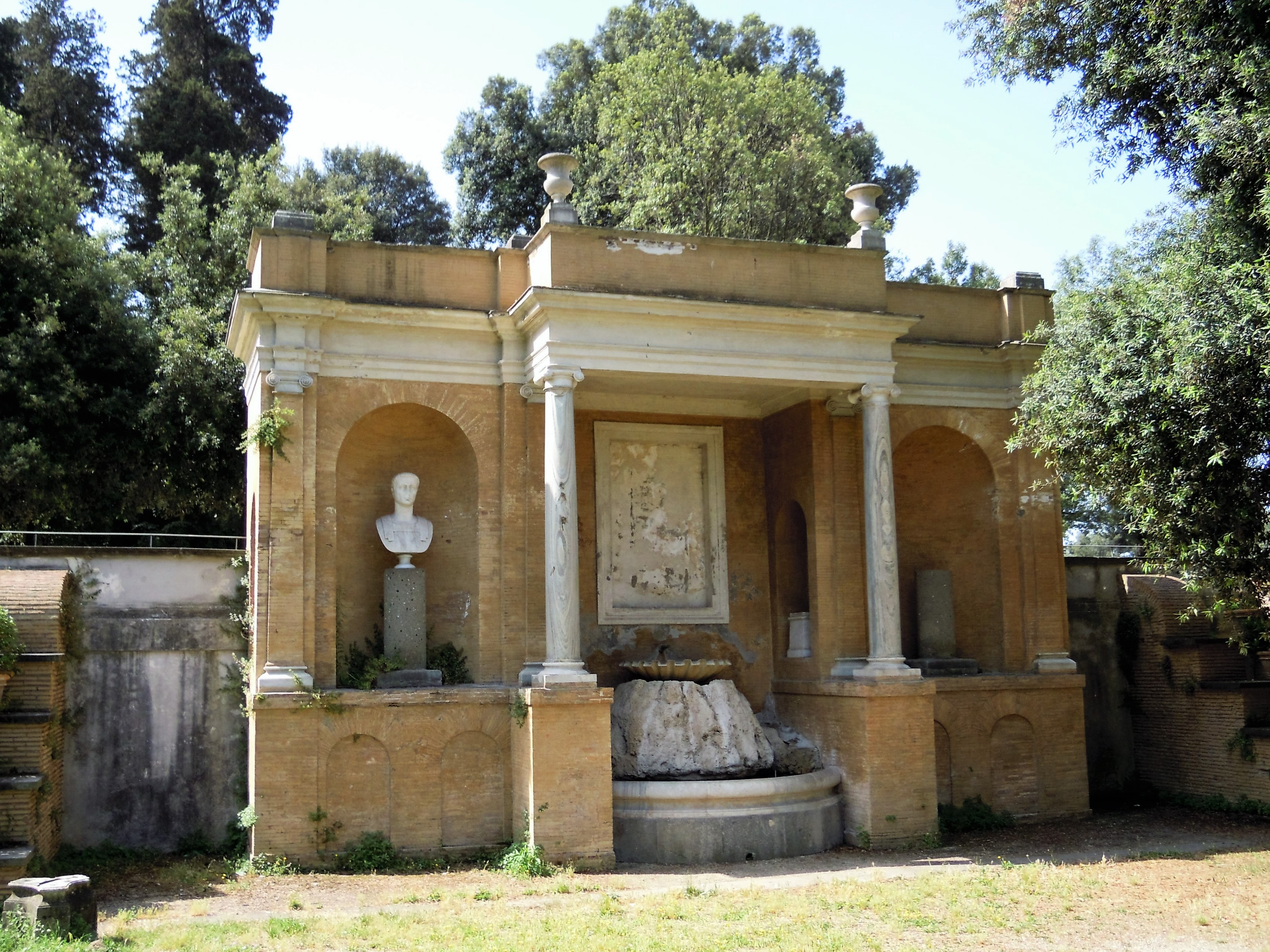
Villa Torlonia: tribuna con fontana

Giovanni Battista (o Giovan Battista) Caretti nacque nel novembre del 1803 in una frazione di Cannobio, comune piemontese nell'odierna provincia del Verbano Cusio Ossola ai confini con la Svizzera. Scarse sono le informazioni biografiche pervenute, e poco sappiamo anche sulla sua formazione artistica: è incerta, ad esempio, l'eventuale frequentazione dell'Accademia di San Luca, associazione di artisti romani, attiva sino ad oggi. La sua attività di architetto, pittore e decoratore si svolse principalmente al servizio del principe Alessandro Raffaele Torlonia, banchiere, membro di una famiglia romana di cospicua ricchezza, committente di numerose opere d'arte, noto soprattutto per la bonifica della Marsica e il prosciugamento del lago Fucino.
Per Alessandro, Caretti progettò ed eseguì diverse opere sia nel Palazzo Torlonia di piazza Venezia, situato nei pressi dell'attuale Palazzo delle Assicurazioni Generali e demolito nel 1902, sia nella Villa Torlonia su via Nomentana.
Nell'edificio di piazza Venezia, acquistato dai Torlonia nel 1807 dalla famiglia Bolognetti, l'artista, pur se privo di originalità, diede prova di un notevole eclettismo, conforme ai desideri del committente e al gusto dominante dell'epoca: rielaborò architettonicamente e decorò alcuni ambienti con rilievi in stucco, mosaici e pitture, in stili diversi (gotico, rinascimentale o classicheggiante), affiancati, a volte, in un medesimo spazio. Con la sua demolizione (1902-1903), nell'ambito dei lavori di risistemazione della piazza, resi necessari per consentire un'adeguata visione del Monumento nazionale a Vittorio Emanuele II (il Vittoriano), opere d'arte e arredamenti del Palazzo furono dispersi. Un esempio degli interventi di Caretti può ancora essere osservato nella "Alcova Torlonia", conservata nel Museo di Roma a Palazzo Braschi
Particolarmente numerosi furono gli interventi di ampliamento e ristrutturazione, eseguiti dal Caretti per volere del principe Alessandro, a partire dal 1832, nella Villa Torlonia Nel Casino Nobile, già rielaborato dall'architetto Valadier, l'artista, oltre a decorazioni interne, aggiunse un piano all'edificio, un pronao di stile ionico alla facciata principale e due porticati dorici sui fianchi.

Negli anni dal 1835 al '40, ristrutturò anche il Casino dei Principi, dipendenza del Casino Nobile, al quale era unito da una galleria sotterranea, usato per organizzare feste ed eventi mondani. Oltre ai due edifici citati, altre sue opere nello stesso complesso sulla via Nomentana sono i Falsi ruderi, il Tempio di Saturno e la Tribuna con fontana.